# GM Sequel
De GM Sequel is een waterstofauto van General Motors, met vierwielaandrijving.
In januari 2005 werd het prototype van deze auto onthuld, die in minder dan tien seconden van 0 tot 100 kilometer per uur versnelt en die 450 km kan rijden zonder te tanken. Volgens GM staat slechts de prijs een commerciële introductie van dergelijke auto's nog in de weg, maar hoopt dat in 2010 de prijs dusdanig zal zijn dat geconcurreerd kan worden met een conventionele verbrandingsmotor.